# Wyższa Szkoła Biznesu w Gorzowie Wielkopolskim
Wyższa Szkoła Biznesu w Gorzowie Wielkopolskim (ang. Higher School of Business in Gorzów Wielkopolski) – polska niepubliczna wyższa szkoła zawodowa zarejestrowana 13 sierpnia 1997 (zgoda MEN pod pozycją 128). WSB jest najstarszą niepubliczną uczelnią w województwie lubuskim.

## Historia
W 1997 roku uczelnia rozpoczynała działalność z ofertą studiów licencjackich na kierunku zarządzanie i marketing (obecnie zarządzanie). W 2003 roku WSB uzyskała uprawnienia do prowadzenia studiów licencjackich na kierunku socjologia, natomiast w 2009 roku – na kierunku gospodarka przestrzenna.
WSB w 2011 roku powołała wewnętrzną Radę Biznesu zrzeszającą znaczących pracodawców z regionu, instytucje okołobiznesowe oraz samorządowe. Jednym z zadań Rady Biznesu jest współpraca z uczelnią w zakresie dostosowywania programów nauczania do potrzeb lokalnego rynku pracy. 
Od marca 2015 roku siedzibą WSB jest budynek przy ul. Franciszka Walczaka 25.

## Kształcenie
Wyższa Szkoła Biznesu  prowadzi 3-letnie studia pierwszego stopnia (licencjackie) na kierunku zarządzanie. Prowadzone są także studia podyplomowe.